# تشارلز غود
تشارلز غود (بالإنجليزية: Charles Goode)‏ هو شخصية أعمال أسترالي، ولد في 26 أغسطس 1938.